# Jaguariúna

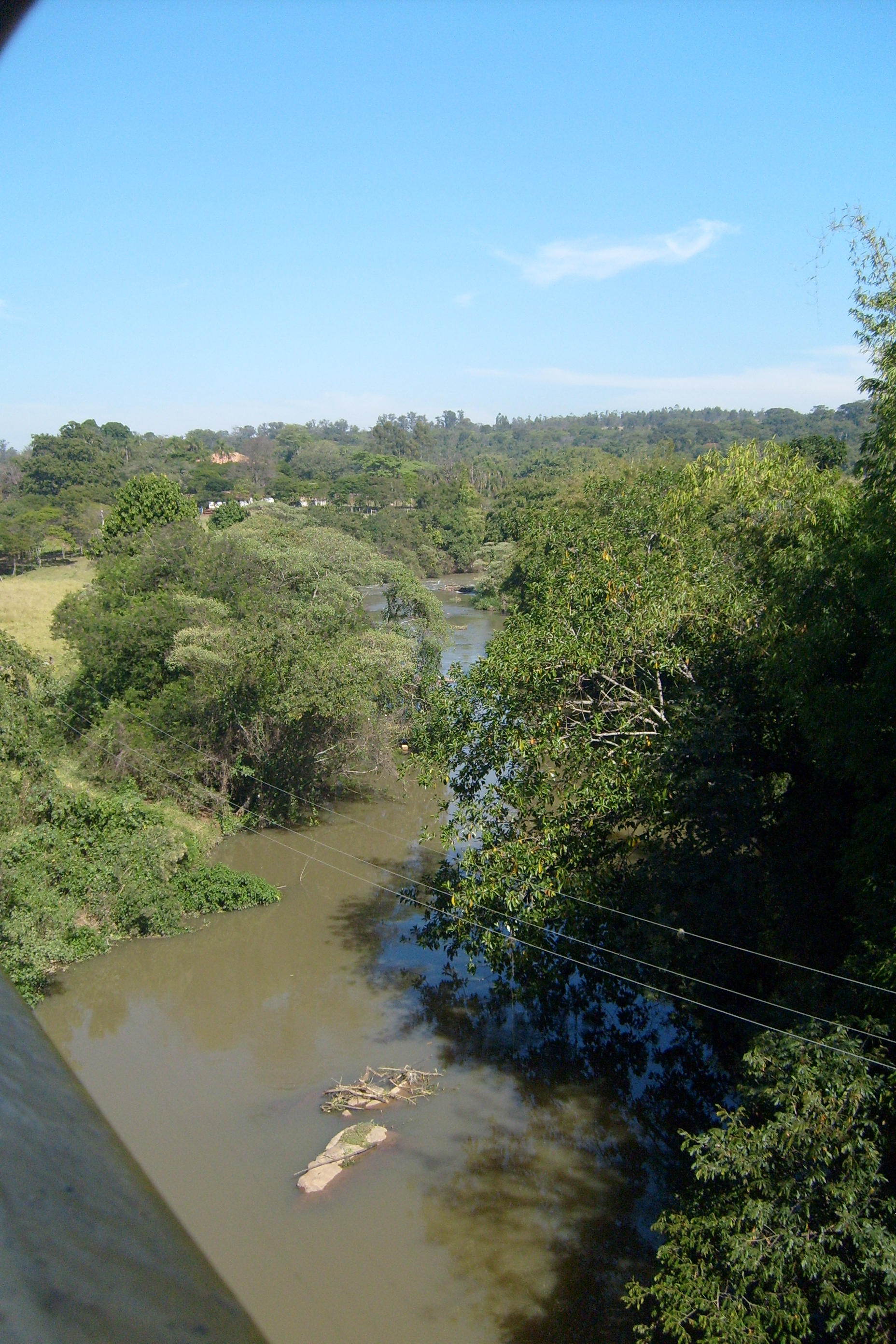
Río Jaguari, en Jaguariúna

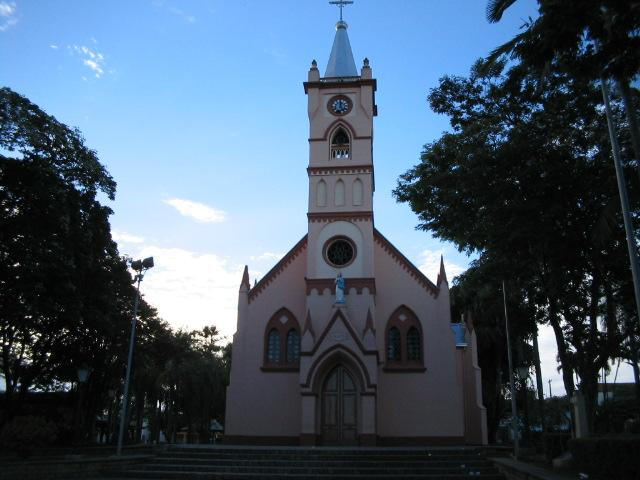
Iglesia principal

Jaguariúna es un municipio brasileño del estado de São Paulo. Se localiza en la Región Metropolitana de Campinas, a 22º42'20" de latitud sur y 46º59'09" de longitud oeste, a una altitud de 584 metros. Su población medida en 2009 por el Instituto Brasileño de Geografía y Estadística era de 41 107 habitantes.

## Toponimia
"Jaguariúna" es un vocablo tupí que significa "río de la onza negra", a través de la unión de los términos îagûara ("onza"),  'y  ("agua, río") y un ("negro").

## Geografía
Posee un área de 142,437 km², y una densidad poblacional de 258,38 hab/km², en datos de 2007.

### Demografía
Datos del Censo - 2000
Población total: 74.597
- Urbana: 63.817
- Rural: 11.785
  - Hombres: 32.938
  - Mujeres: 33.659

Densidad demográfica (hab./km²): 207,84
Mortalidad infantil hasta 1 año (por mil): 9,05
Expectativa de vida (años): 75,36
Tasa de fertilidad (hijos por mujer): 2,00
Tasa de alfabetización: 92,47%
Índice de Desarrollo Humano (IDH-M): 0,829
- IDH-M Salario: 0,772
- IDH-M Longevidad: 0,839
- IDH-M Educación: 0,877

(Fuente: IPEAFecha)

### Hidrografía
- Río Jaguari
- Río Atibaia
- Río Camanducaia

### Carreteras
- SP-95: uniendo Jaguariúna a Bragança Paulista
- SP-340 uniendo Campinas a Mococa.

## Religión
El Cristianismo está presente en la ciudad de la siguiente manera:

### Iglesia Católica
La iglesia católica del municipio forma parte de la Diócesis de Amparo.

### Iglesia Protestante
En la ciudad están presentes las más diversas creencias evangélicas, principalmente pentecostales, incluidas las Asambleas de Dios de Brasil (la iglesia evangélica más grande del país), Congregación Cristiana, entre otras. Estas denominaciones están creciendo cada vez más en todo Brasil.